# Орион телеком
Орион телеком је српски телекомуникациони оператор са седиштем у Београду. Настао је 2010. године спајањем три дотадашња интернет провајдера.

## Историја
Средином 2009. године интернет провајдер Медија воркс добио је од Републичке агенције за телекомуникацију лиценцу за фиксни бежични приступ телекомуникационих и говорних услуга као и пренос говора и података у фреквенцијском опсегу 411,875-418,125/421,875-428,125 MHz (бежична фиксна ЦДМА телефонија). Наредне године провајдер оснива Орион Телеком групацију којој су приступили интернет провајдери Необе нет из Новог Сада и београдски Сезампро. Тиме је на простору Републике Србије званично почео да ради други пружалац услуга фиксне телефоније.
Новооснована компанија спајањем добила је 70.000 корисника и вредност капитала од 22 милиона евра, док се укупна вредност најављених инвестиција процењује на око 70 милиона евра.

## Услуге
Услуге Орион телекома подељене су у четири корисничке групе. Компанија пружа услуге на целој територији Србије.
| - Јавни сектор, велика и средња предузећа: - фиксна телефонија - ВоИП - повољно телефонирање у иностранству - директан симетричан приступ интернету - интернет за понети - Виртуелна приватна мрежа - Одржавање локалних мрежа - Интеграција система - телехаусинг, хостинг - Виртуелни приватни сервери - Веб дизајн | - Мала и средња предузећа: - фиксна телефонија - ВоИП - повољно телефонирање у иностранству - интернет (симетрична веза, АДСЛ, бежични приступ интернету, интернет за понети) - хостинг, регистрација домена и виртуелни мејл сервис - СМС балк | - Приватни корисници: - фиксна телефонија - СИТ - повољно телефонирање у иностранству - интернет (АДСЛ, бежични приступ интернету, интернет за понети) - интернет диал-уп - хостинг, регистрација домена и виртуелни мејл сервис | - Велепродаја: - фиксна телефонија - директан симетричан приступ интернету - интернет за понети |